# Construcciones Aeronáuticas Sociedad Anónima
Pour les articles homonymes, voir CASA.
Construcciones Aeronáuticas Sociedad Anónima (CASA) est une entreprise espagnole de construction d'avions créée le 9 mars 1923 à Séville et qui a été intégrée dans EADS (aujourd'hui Airbus) en 2000.

## Historique
Construcciones Aeronáuticas S.A.(CASA) a été fondé par José Ortiz Echagüe en 1923 et a inauguré sa première usine en mai 1924 à Getafe. Elle a produit dans un premier temps des avions Breguet sous licence. 
L'un des avions les plus connus fabriqués par EADS CASA est le CASA C-212, avion militaire de transport.
On peut également citer le CASA 2.111, qui n'était autre que le fameux Heinkel He 111 allemand construit sous licence à partir de 1941, et qui fut équipé à partir de 1956 avec des moteurs Rolls-Royce Merlin 500-20. Ces appareils étaient utilisés par l'armée de l'air espagnole jusqu'en 1975 et ils apparaissaient également dans le film La Bataille d'Angleterre en 1969, faute d'avions Heinkel d'origine, ainsi que dans le film Patton en 1970.
CASA rejoint le consortium Airbus en 1971. L'année suivante, la société fusionne avec Hispano Aviación qui avait construit dans les années 1950 un avion d'entraînement et bombardier léger (concurrent du Fouga Magister) appelé le Hispano Aviacion HA-200, conçu par Willy Messerschmitt alors que celui-ci n'avait plus le droit de construire d'avions en Allemagne.
Depuis le début du programme Airbus, CASA a fourni le plan horizontal des différents modèles.
En 2000, CASA fusionne avec DaimlerChrysler Aerospace AG et Aerospatiale-Matra pour former EADS. Ses activités sont réparties dans les différentes branches du groupe. Toutes les activités de transport militaires deviennent la division “Military Transport Aircraft Division” du groupe, avant de rejoindre la division Airbus en 2009, puis la nouvelle division Airbus Defence and Space en 2014.

## Les avions

### Appareils
- - CASA III (en) 1929 monoplan de sport biplace
  - CASA 1.131 Jungmann version sous licence du Bücker Bü 131
  - CASA 1.133 Jungmeister version sous licence du Bücker Bü 133
  - CASA 2.111 version sous licence du Heinkel 111
  - CASA 352 version sous licence du Junkers Ju 52
  - CASA C-101 Aviojet
  - CASA C-102
  - CASA C-112 avion d'entrainement biplace
  - CASA C.127 version sous licence du Dornier Do 27
  - CASA C-201 Alcotán
  - CASA C-202 Halcón
  - CASA C-207 Azor
  - CASA C-212 Aviocar
  - CASA C-223 Flamingo version sous licence du MBB 223 Flamingo
  - CASA CN-235 avion de transport tactique
  - CASA C-295 avion de transport tactique et C-295 Persuader, sa version de surveillance maritime
  - CASA SF-5A; version sous licence du Northrop F-5A
  - CASA SF-5B; version sous licence du Northrop F-5B
  - CASA SRF-5A; version sous licence du Northrop RF-5A

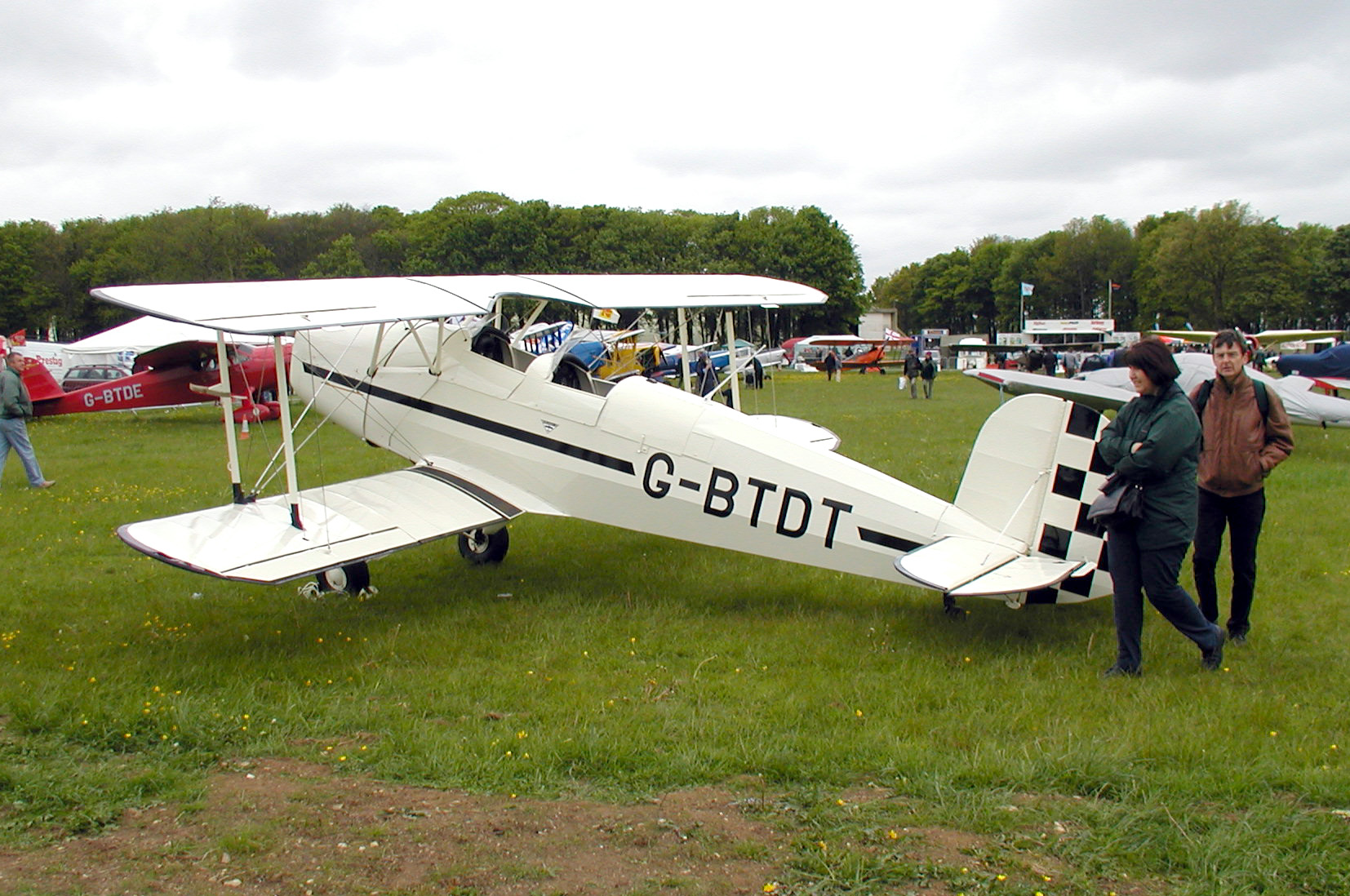
CASA Jungmann, construit en 1957.
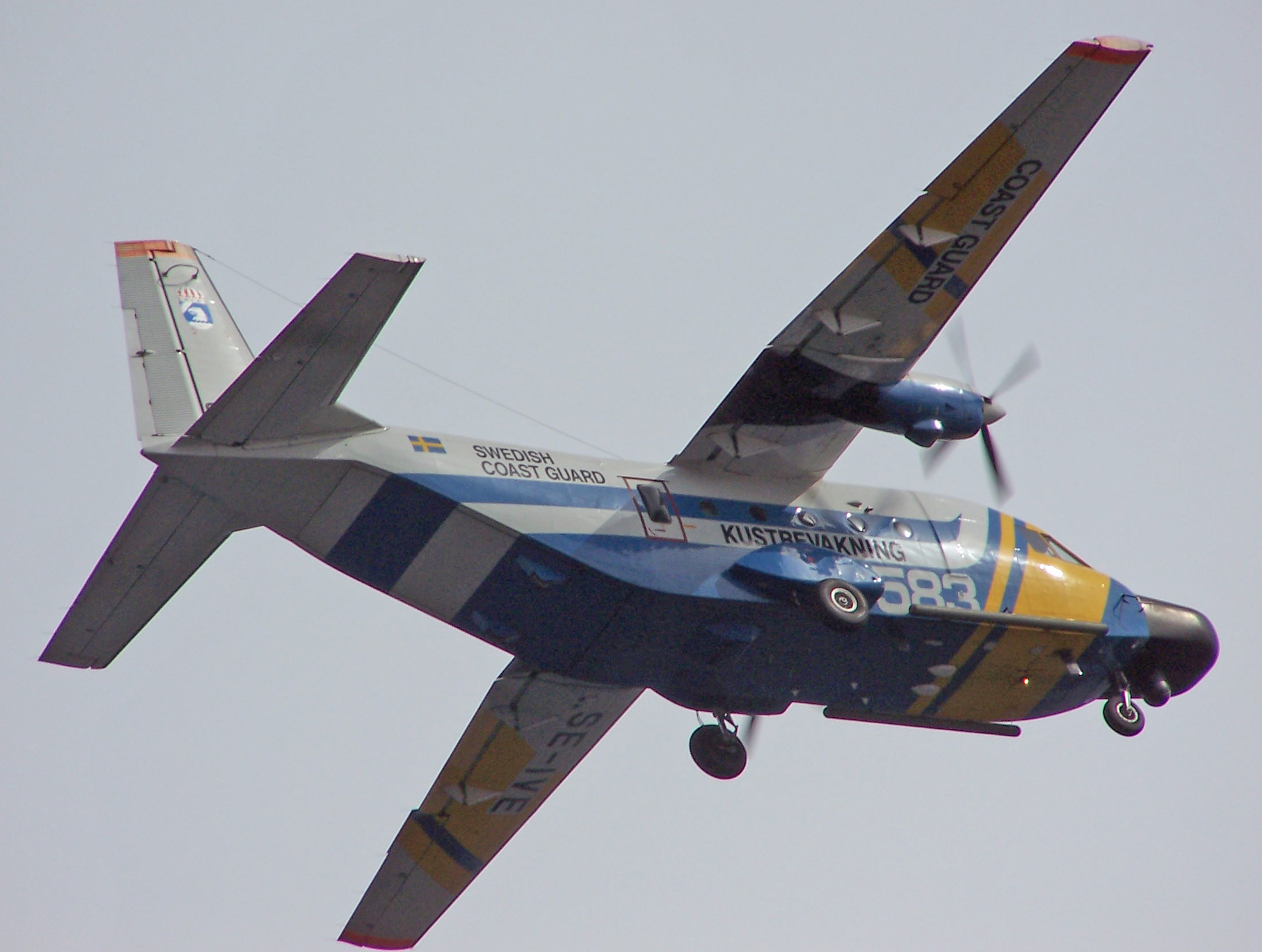
CASA C-212 des garde-côtes suédois.
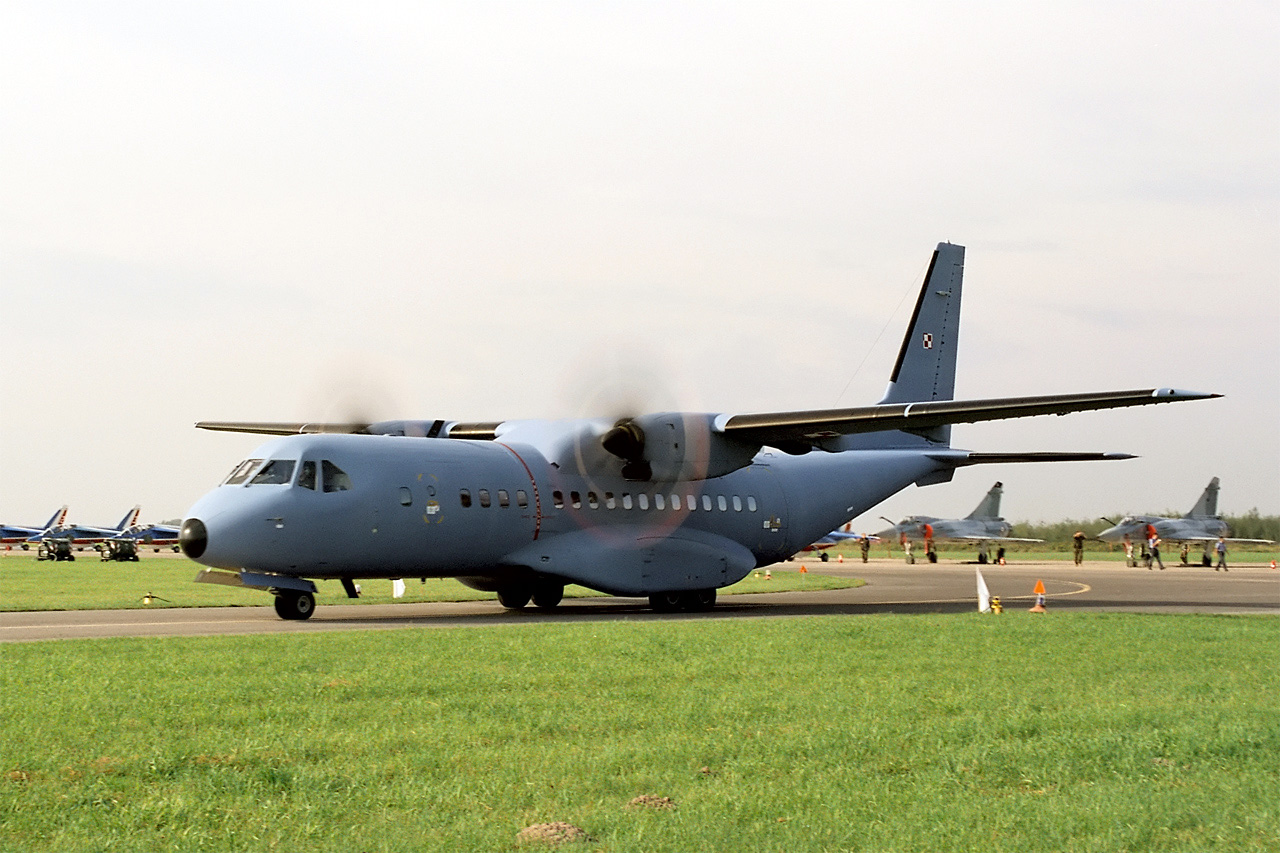
CASA C-295 de l'armée de l'air polonaise.
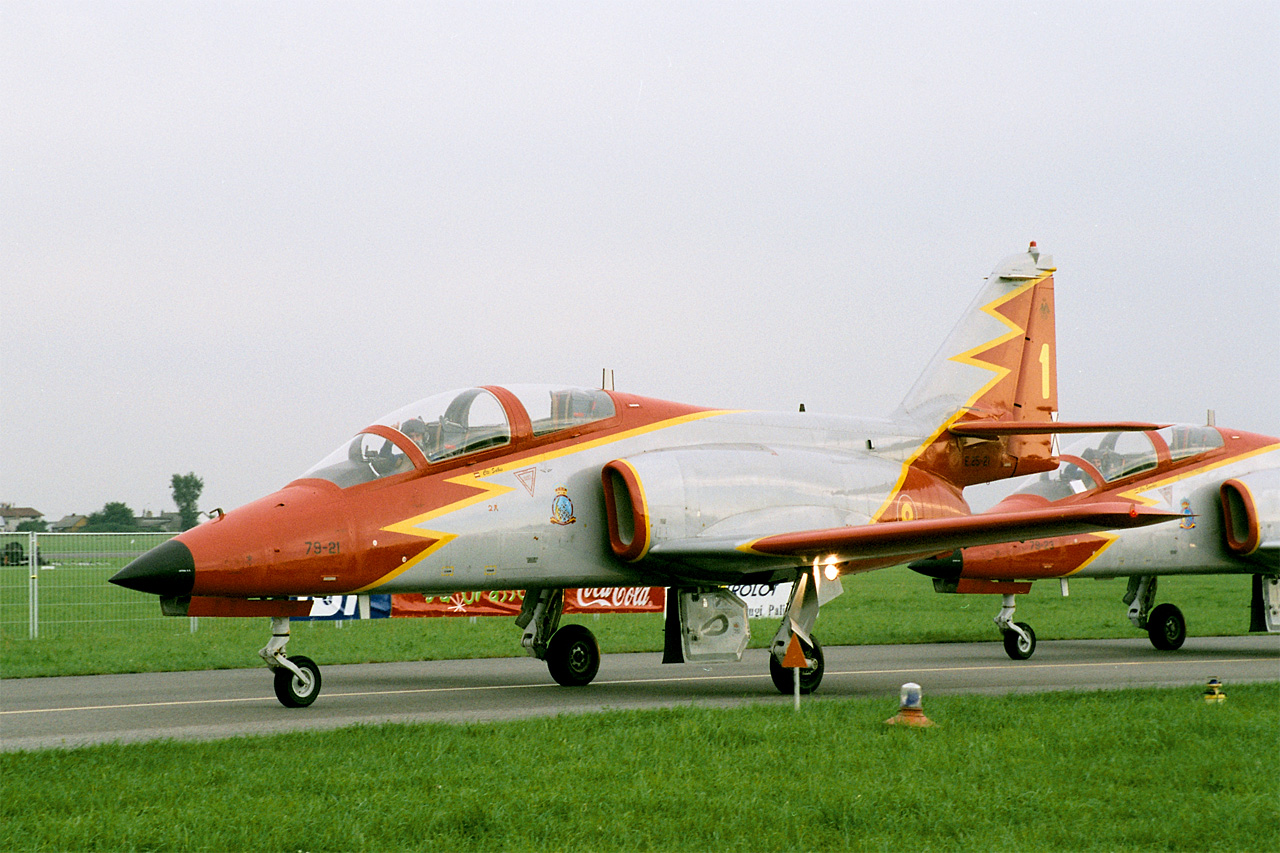
CASA C-101 Aviojet de Patrulla Aguila.